# Swami Yogananda Giri
Swami Yogananda Giri è una figura religiosa indù in Italia. Fu il fondatore dell'Unione induista italiana.

## Primi anni di vita
Yogananda è nato in Italia e si è convertito all'induismo da adolescente. Dopo essere emigrato in India, imparò il sanscrito e divenne istruito negli Agama dell'India meridionale. È stato iniziato come monaco rinunciante nel 1982. Nel 1985 ha fondato il Gitananda Ashram a Savona.